# Juozas Gruodis
Juozas Gruodis (ur. 20 grudnia 1884 w Rokėnai, zm. 16 kwietnia 1948 w Kownie) – litewski kompozytor.

## Życiorys
Kształcił się w szkole muzycznej w Rakiszkach, był też uczniem Mikasa Petrauskasa. Działał jako organista w kilku litewskich miejscowościach, zakładał też chóry i orkiestry. W latach 1915–1916 studiował w Konserwatorium Moskiewskim. W tym czasie zapadł na gruźlicę, którą leczył w sanatorium w Jałcie. Od 1920 do 1924 roku studiował kompozycję i dyrygenturę w konserwatorium w Lipsku, gdzie jego nauczycielami byli Sigfrid Karg-Elert i Paul Graener. W latach 1924–1927 był dyrygentem Teatru Państwowego w Kownie. Od 1927 roku był dyrektorem szkoły muzycznej w Kownie, w 1933 roku jego staraniem przekształconej w państwowe konserwatorium.
Był współtwórcą litewskiej szkoły narodowej w muzyce. Skomponował m.in. balet Jūratė ir Kastytis (1933), poematy symfoniczne Taniec życia (1928) i Z przeszłości Litwy (1933), poza tym liczne utwory wokalne i fortepianowe.